# Ökotheologie
Die Ökotheologie (auch Ökologische Theologie) bezeichnet eine Richtung in der Theologie aller Konfessionen, die sich mit dem Verhältnis des monotheistischen Gottes zur Natur und den in ihr lebenden Menschen befasst. Sie entstand in den 1980er Jahren.

## Impulse aus Tradition und Philosophie

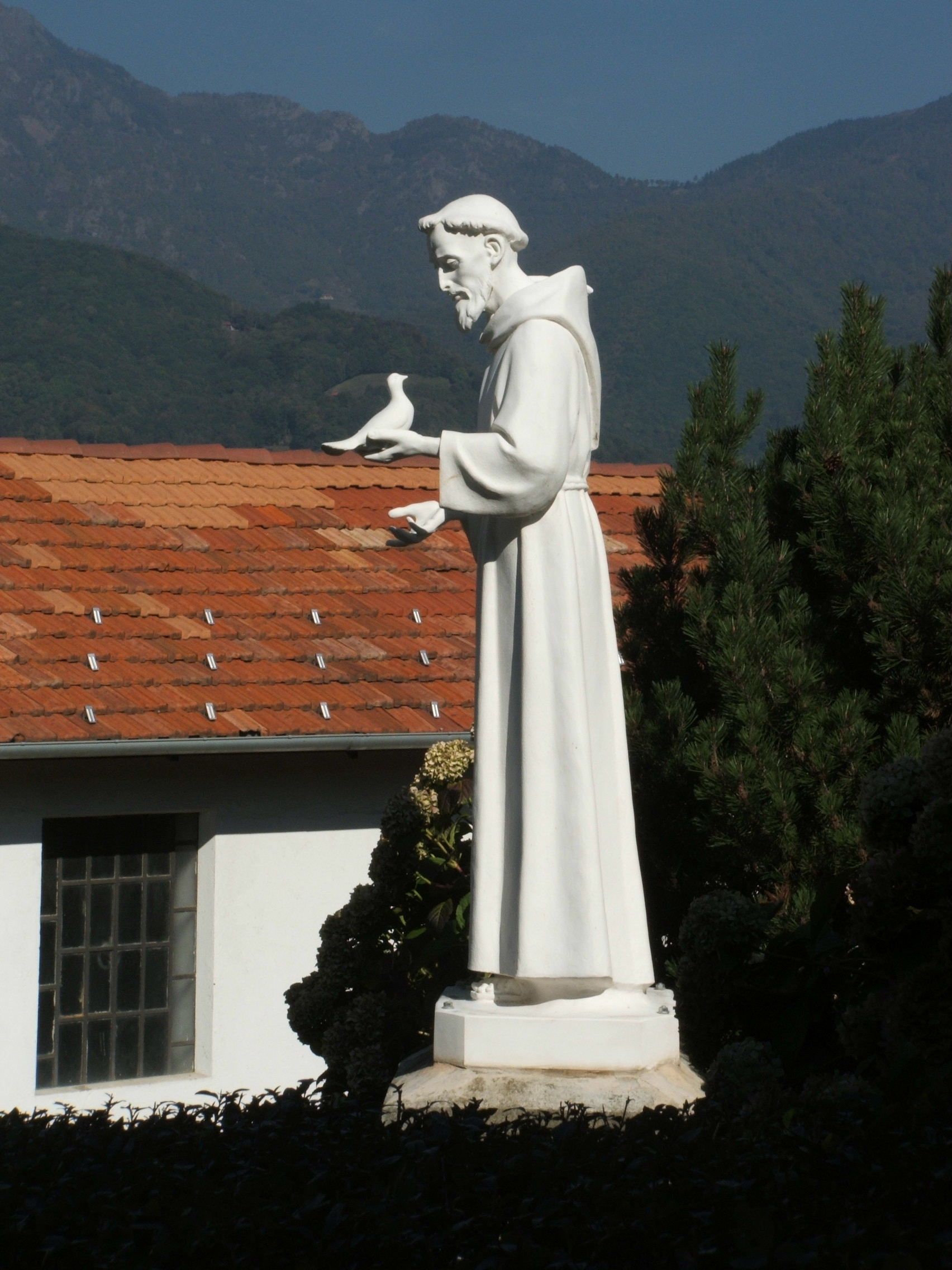
Statue des hl. Franziskus im Santuario di Banchette, nahe Bioglio

Als Ahnherr und Vorläufer der Ökotheologie kann der hl. Franziskus von Assisi gesehen werden. Der Befreiungstheologe Leonardo Boff wertete Franziskus als „westlichen Archetyp des ökologischen Menschen“, in dem sich die „Summe aller ökologischen Kardinaltugenden“ verwirkliche. 1979 wurde Franziskus daher von Papst Johannes Paul II. zum Patron des Umweltschutzes und der Ökologie ernannt. In der Proklamationsurkunde Inter Sanctos verwies er auf die große Wertschätzung, die Franziskus der belebten und unbelebten Natur entgegengebracht und aus der heraus er Mond und Gestirne, Feuer, Wasser, Luft und Erde als „Geschwister“ wahrgenommen habe. Papst Franziskus wählte die Anfangsworte des Sonnengesangs von Franziskus von Assisi 2015 zum Incipit seiner Enzyklika Laudato si’.
Die philosophischen Impulse kamen zunächst aus der Ethik und Kosmologie. So publizierte der deutsche Schriftsteller Carl Amery (1922–2005) im Jahr 1972 ein Buch mit dem Titel Das Ende der Vorsehung, in dem er dem Christentum vorwarf, den „Herrschaftsauftrag“ in Gen. 1,28 („Macht euch die Erde untertan“) missverstanden zu haben, indem es die Erde hemmungslos ausbeute. Damit griff er auf eine These (Vortrag 1966) des US-amerikanischen Historikers Lynn White zurück.
Im Jahr 1979 erschien das Hauptwerk von Hans Jonas, Das Prinzip Verantwortung, das den „ökologischen Imperativ“ formulierte: „Handle so, dass die Wirkungen deiner Handlungen verträglich sind mit der Permanenz echten menschlichen Lebens auf Erden.“ Auch der britische Philosoph Alfred North Whitehead (Wie entsteht Religion?, 1926) rückte bereits die Natur an den evolutionären Prozess Gottes heran und schuf eine Basis für die Prozesstheologie.

## Theologische Positionen
Die katholische Theologie reagierte erst später auf das erwachende ökologische Bewusstsein. Im II. Vatikanum wurde die Pastoralkonstitution Gaudium et spes verabschiedet, die vom Fortschrittsoptimismus und von der Technikgläubigkeit der Zeit gekennzeichnet ist. Die kosmologische Sicht des Teilhard de Chardin (1881–1955) trug diesen Geist bis in die 1980er Jahre. Nun wurde ökologisches Denken überall gefordert. Der Moraltheologe Alfons Auer (1915–2005) publizierte 1984 seine Umweltethik (1989 in 3. Auflage), zeitgleich verfasste der evangelische Theologe Jürgen Moltmann (1926–2024) seine Ökologische Schöpfungslehre.
In den USA nahm der Methodist John B. Cobb die Anregungen Whiteheads mit einer eigenen theologischen Schule im kalifornischen Claremont auf und schlug eine Brücke zur christlichen Lehre. Neue Ansätze der Schöpfungstheologie nahmen ihren Ausgang stark vom Geschlechterverhältnis, und  ökofeministische Konzepte setzten der Herrschaft des Mannes über die Natur das weibliche Verhältnis zur Natur entgegen. Rosemary Radford Ruether trat hier als Vordenkerin auf. Von Elisabet Sahtouris wird die Erde nahezu mythisch als „Gaia“ verstanden, für die jeder Anthropozentrismus unangemessen sei. Im deutschsprachigen Raum wurde dies kaum aufgegriffen. Im Studium der „Schöpfungstheologie“ werden eher die klassischen Herausforderungen durch den Naturalismus („mind‐brain‐Debatte“), die Fragen der Evolutionstheorie („Intelligent Design“), das Verhältnis von Freiheit und Sünde oder die „Rechtfertigung“ Gottes angesichts des Leidens („Theodizee“) behandelt.
Papst Benedikt XVI. hob 2011 zwei Fragen als tragend hervor: Welche Natur umgibt uns und wie leben wir in ihr? Was ist der Mensch im Kosmos, was ist seine Bestimmung? Damit regte er eine weitere Befassung an. 
„Die Bedeutung der Ökologie ist inzwischen unbestritten. Wir müssen auf die Sprache der Natur hören und entsprechend antworten. Ich möchte aber nachdrücklich einen Punkt noch ansprechen, der nach wie vor weitgehend ausgeklammert wird: Es gibt auch eine Ökologie des Menschen. Auch der Mensch hat eine Natur, die er achten muß und die er nicht beliebig manipulieren kann. Der Mensch ist nicht nur sich selbst machende Freiheit. Der Mensch macht sich nicht selbst. Er ist Geist und Wille, aber er ist auch Natur, und sein Wille ist dann recht, wenn er auf die Natur hört, sie achtet und sich annimmt als der, der er ist und der sich nicht selbst gemacht hat. Gerade so und nur so vollzieht sich wahre menschliche Freiheit.“
Die irische katholische Theologin Anne Primavesi (Birkbeck College an der University of London) verfasste 2003 den Artikel Ökologische Theologie. Darin schreibt sie, Ausgangspunkt jeder ökologischen Theologie sei eine globale Perspektive: eine Sicht auf die Erde, die diese als ein globales Öko-System begreift. Es sei die Aufgabe,„den Kontext unserer Aussagen über Gott dahingehend zu erweitern, dass er neben den menschlich‐göttlichen Beziehungen [...] auch der planetarischen Geschichte Rechnung trägt“. Für die ökologische Theologie ist diese Relativierung kennzeichnend. Laut Primavesi sei der traditionelle Anthropozentrismus am Ende.
Im Frühjahr 2008 gründeten Rainer Hagencord und der Schweizer Kapuziner Anton Rotzetter ein Institut für Theologische Zoologie. Es gehört seit 2009 der Philosophisch‐Theologischen Hochschule an der Universität Münster an.
Der katholische Theologe Markus Vogt formulierte 2021, die Ökologiekrise sei eine „Erfahrung der Abwesenheit Gottes oder auch [...] Erfahrung des gekreuzigten (kosmischen) Christus“. Die Teilnehmer einer Tagung der Arbeitsgemeinschaft katholische Dogmatik und Fundamentaltheologie mit dem Titel „Konstruierte Schöpfung?“ in Stuttgart im September 2021 waren sich einig darin, das nichtmenschliche Leben stärker in den Mittelpunkt der Theologie zu stellen. Auch wurden prozesstheologische Theorien weiter gedacht, so von den US-Amerikanerinnen Catherine Keller und Elizabeth Jordan.
Ansatzpunkte für eine Ökotheologie außerhalb des Christentums gibt es bei den jüdischen Denkern Martin Buber (1878–1965, Chassidismus: „Man kann zu Gott nicht anders kommen als durch die Natur“), der in Deutschland viel rezipiert worden ist, und Abraham Joshua Heschel (1907–1972, „Wer einer Kreatur hilft, hilft Gott“) sowie beim islamischen iranischen Philosophen Hossein Nasr, der in den USA lehrt. Für Indien könnte – wenn auch ohne direkten theologischen Bezug, sondern wegen eines spirituellen Verhältnisses zur Natur – Vandana Shiva genannt werden.

### Allgemeines
- John B. Cobb: Is It Too Late? A Theology of Ecology, 1971 (überarbeitete Neuauflage 1995); dt. Der Preis des Fortschritts. Umweltschutz als Problem der Sozialethik. Claudius, München 1972, ISBN 3-532-61805-2.
- Alfons Auer: Umweltethik. Ein theologischer Beitrag zur ökologischen Diskussion. 3. Aufl., Patmos, 1989, ISBN 978-3-491-77291-5
- Matthew Fox Schöpfungsspiritualität. Heilung und Befreiung für die Erste Welt. Kreuz, Stuttgart 1993. ISBN 978-3-7831-1231-3.
- Elisabet Sahtouris: Gaia. Vergangenheit und Zukunft der Erde. Frankfurt/M. 1998, ISBN 3-458-16525-8.
- Leonardo Boff, Die Erde ist uns anvertraut: Eine ökologische Spiritualität, Butzon und Bercker, Kevelaer 2010, ISBN 978-3-7666-1355-4.
- Dirk Ansorge: Ökotheologie heute, Vortrag in Budapest 2012 (online auf kas.de)
- Andrew Ratanya Mukaria: Ökotheologie. Themen von der Basis. 2020, ISBN 978-620-2-58516-3.
- Markus Vogt: Christliche Umweltethik. Grundlagen und zentrale Herausforderungen. Herder, 2021, ISBN 978-3-451-39110-1.
- P. Seán McDonagh: Christliche Öko-Theologie. In: Ashish Kothari et al. (Hrsg.): Pluriversum. Ein Lexikon des guten Lebens für alle. AG SPAK Bücher, Neu-Ulm 2023, ISBN 978-3-945959671.
- Stefan Silber: Ökologie und Postkolonialismus. Theologische Beiträge. Echter, Würzburg 2023.

### Bibelwissenschaft und frühes Christentum
- Norman C. Habel (Hrsg.): Readings from the Perspective of Earth (Earth Bible 1), Sheffield 2000.
- Anne F. Elvey: An Ecological Feminist Reading of the Gospel of Luke. A Gestational Paradigm. Mellen, Lewiston, NY 2005.
- Denis Edwards: Ecology at the heart of faith: The change of heart that leads to a new way of living on Earth. Orbis Books, Maryknoll, NY 2006.
- David G. Horrell: The Bible and the Environment. Towards a Critical Ecological Biblical Theology, Biblical Challenges in the Contemporary World. (Biblical Challenges in the Contemporary World), London 2010.
- David G. Horrell, Cherryl Hunt, Christopher Southgate (Hrsg.): Greening Paul. Rereading the Apostle in a Time of Ecological Crisis. Baylor University Press, Waco, TX 2010.
- Richard Bauckham: Bible and Ecology. Rediscovering the Community of Creation, Waco, TX 2010.
- Mark Bredin: The Ecology of the New Testament.Creation, Re-Creation, and the Environment. InterVarsity Press, Downers Grove, IL 2010.
- Sigve K. Tonstad: The Letter to the Romans: Paul among the Ecologists. Sheffield Phoenix, Sheffield 2016.
- Markus Öhler: Das Bestehen des Kosmos vor dem Hintergrund frühjüdischer und frühchristlicher Apokalyptik: Anmerkungen Zur Bedeutung Des Neuen Testaments für eine gegenwärtige Ökotheologie. Kerygma Und Dogma 62, Nr. 1 (2016): S. 3–26. (doi:10.13109/kedo.2016.62.1.3)
- Elaine M. Wainwright: Habitat, Human, and Holy: An Eco-Rhetorical Reading of the Gospel of Matthew. Sheffield Phoenix, Sheffield 2017, ISBN 1-910928-22-4.
- R. Alan Culpepper: The Creation Ethics of the Gospel of John. In: Sherri Brown und Christopher W. Skinner (Hrsg.). Johannine Ethics. The Moral World of the Gospel and Epistles of John. Fortress, Minneapolis 2017, S. 67–90.
- Margaret Daly-Denton: John. An Earth Bible Commentary. Supposing Him to be the Gardener. Bloomsbury, London 2017.
- Michael Trainor: Acts: An Earth Bible Commentary. Bloomsbury/T&T Clark, London 2020, ISBN 978-0-567-67294-0.
- Dorothy A. Lee (Hrsg.): Creation, Matter, and the Image of God. Essays on John. ATF, Adelaide 2020.
- Vicky Balabanski: Colossians. An Eco-Stoic Reading. T&T Clark, London 2020.
- Georg Steins, Marianne Heimbach-Steins: Alles in Ordnung? Eine kosmo-politische Lektüre von Genesis 1. In: Stimmen der Zeit., 12/2021, S. 903–913.
- Ruben Zimmermann, Zacharias Shoukry: Creatio Continua in the Fourth Gospel. Motifs of Creation in John 5–6. In: Frey, Jörg/Koester, Craig R. (Hrsg.): Signs and Discourses in John 5 and 6 (WUNT 463), Tübingen 2021, S. 87–11 (englisch)
- Hilary Marlow, Mark Harris (Hrsg.): The Oxford Handbook of the Bible and Ecology, New York 2022.
- Zacharias Shoukry: Schöpfung (NT). In: Das Wissenschaftliche Bibellexikon im Internet 2022 (online)
- Anne F. Elvey: Reading with Earth. Contributions of the New Materialism to an Ecological Feminist Hermeneutics (T&T Clark Explorations in Theology, Gender and Ecology), London 2022.
- Mirjam Jekel, Zacharias Shoukry, Ruben Zimmermann: Was kann die Bibel zur aktuellen Schöpfungsethik beitragen? Das Neue Testament im Kontext neuerer öko-hermeneutischer Ansätze der Schriftinterpretation. In: Evangelische Theologie. 83, Nr. 3/2023, S. 194–210 (doi:10.14315/evth-2023-830306).
- Zacharia Shoukry: Die Erde erben: Schöpfung in der Didache – Terminologische, theologische und schöpfungsethische Aspekte. In: New Testament Studies (doi:10.1017/S0028688523000474)

## Einzelbelege
1. ↑  Hans Jürgen Münk: Umweltkrise – Folge und Erbe des Christentums? Historisch-systematische Überlegungen zu einer umstrittenen These im Vorfeld ökologischer Ethik. In: Jahrbuch der Christlichen Sozialwissenschaften. Band 28, 1987, S. 133–206 (online).
2. ↑  Anne Herion: Ökofeminismus. Interkulturell-theologische Perspektiven. Hrsg.: JGU Mainz. Mainz 2017 (online [PDF]).
3. ↑  Anne Herion: Ökofeminismus. In: MaTheoZ. Mainz 2018, S. 6–20 (online [PDF]).
4. ↑  Deutscher Bundestag – Rede Papst Benedikts XVI. im Deutschen Bundestag am 22. September. Abgerufen am 23. November 2020.
5. ↑  Anne Primavesi: From Apocalypse to Genesis: Ecology, Feminism and Christianity, Fortress 1991; (deutsch) Wir sind nicht die Herren der Schöpfung. Ein ökologisches Denkmodell. 1998, ISBN 978-3-7820-0674-3
6. ↑  Anne Primavesi: Ökologische Theologie. In: Religion in Geschichte und Gegenwart. 2003, ISBN 978-90-04-14666-2, doi:10.1163/1877-5888_rpp_SIM_124170 (online [abgerufen am 23. November 2020]).
7. ↑  Stefan Orth: Anthropozentrische Wende am Ende? In: Herder Korrespondenz. Nr. 11–75. Herder, November 2021, S. 35 ff.